# Demokratische Bewegung der Völker Gambellas
Die Demokratische Bewegung der Völker Gambellas (amharisch የጋምቤላ ሕዝቦች ዴሞክራሲያዊ ንቅናቄ Yä-Gambella Həzbočč Demokrasiyawi Nəqnaqe, engl. Gambella Peoples’ Democratic Movement, GPDM oder Gambella Peoples’ Unity Democratic Movement, GPUDM ጋምቤላ ሕዝቦች አንድነት ዴሞክራሲያዊ ንቅናቄ Gambälla Həzbočč Andinet Demokrasiyawi Nəqnaqe) war eine politische Partei in der Gambela-Region in Äthiopien. Sie dominierte die Region politisch und war mit der auf nationaler Ebene regierenden Koalition Revolutionäre Demokratische Front der Äthiopischen Völker (EPRDF) verbündet.
Die Partei bestand als GPD(U)M bestand seit 2003. Frühere regionale Verbündete der EPRDF waren die Gambella People’s Liberation Movement (GPLM) 1991–1998 und die Gambella People’s Democratic Front (GPDF) 1998–2003. Am 1. Dezember 2019 schloss sie sich mit der Regierungskoalition EPRDF zur neuen Wohlstandspartei zusammen.

## Geschichte

### Vorläufer
1979 gründeten gebildete Angehörige der Volksgruppe der Anuak im Westen Äthiopiens die Gambella People’s Liberation Movement (GPLM). Diese begann einen Guerillakampf gegen das kommunistische Derg-Regime unter Mengistu Haile Mariam. Es gelang ihr jedoch nicht, größere Teile der Bevölkerung zu mobilisieren oder „befreite Gebiete“ unter ihrer Kontrolle zu halten. Sie wandte sich daher an die Oromo-Befreiungsfront, welche der GPLM aber nur Unterstützung gewähren wollte, wenn diese die Anuak als „schwarze Oromo“ anerkannte.
In den 1980er Jahren näherte sich die GPLM stattdessen der Volksbefreiungsfront von Tigray (TPLF) an, die sich zunehmend als stärkste Widerstandsbewegung herausstellte. Die GPLM gab ihre Forderung nach Unabhängigkeit auf und verfolgte nunmehr das Ziel einer Autonomie innerhalb Äthiopiens, womit sie dem Programm der TPLF entsprach. Als die TPLF 1989 die Koalition EPRDF mit anderen Organisationen bildete, wurde die GPLM nicht als Vollmitglied aufgenommen, verbündete sich jedoch mit dieser Koalition.
Als die EPRDF 1990/91 nach Süden vorstieß, verließ das Derg-Regime das Gebiet von Gambela, und die EPRDF besetzte dieses zusammen mit einem kleinen Kontingent der GPLM. Sie entmachtete die regionale Führung aus Angehörigen der Nuer, die sich mit dem Derg-Regime arrangiert hatten, und beglich alte Rechnungen mit dieser anderen großen Volksgruppe von Gambela. Die Nuer gründeten daraufhin die Gambella People’s Democratic Unity Party (GPDUP), die von der EPRDF anerkannt und später der GPLM gleichgestellt wurde.

### Gründung der Partei
Die GPLM wurde durch interne Streitigkeiten geschwächt, hauptsächlich zwischen Anuak aus Dörfern am Fluss Baro oder Upeno, welche als Upeno boys bekannt sind, und Anuak aus Dörfern am Gilo. Vor den Parlamentswahlen von 1995 wurden etliche Angehörige der Upeno-Gruppe, einschließlich des Regionalpräsidenten Okello Ouman, inhaftiert und aus der Partei gedrängt, womit die Gilo-Gruppe innerhalb der GPLM die Oberhand gewann.
1998 ordnete die EPRDF den Zusammenschluss der GPLM und der Nuer-Partei GPDUP zur Gambella People’s Democratic Front (GPDF) an. Unzufriedene Anuak gründeten daraufhin den Gambella People’s Democratic Congress. Als diese oppositionelle Partei im Vorfeld der Wahlen 2000 an Stärke gewann, wurden etliche ihrer Führungspersönlichkeiten inhaftiert.
2003 erzwang die Zentralregierung die Auflösung der GPDF und ersetzte sie durch die GPDM als Koalition von drei neu gegründeten ethnisch definierten Parteien. Diese drei Parteien waren die Nuer People’s Democratic Organization, in welcher die Nuer sowie die Opo zusammengeschlossen wurden, die Anyua People’s Democratic Organization als Zusammenschluss der Anuak und Komo und die Majanger People’s Democratic Organization für die Majangir.

### Neuere Wahlergebnisse
Bei den Parlamentswahlen in Äthiopien 2005 gewann die Partei alle drei Sitze von Gambela im nationalen Parlament (Volksrepräsentantenhaus). Bei den Regionalwahlen 2005 erhielt sie 81 der 82 Sitze im Regionalparlament. Der Vize-Vorsitzende des Komitees für soziale Angelegenheiten im Bundesrat Äthiopiens gehört der GPDM an.
Im Jahre 2010 war Umod Ubong Vorsitzender der GPDM bzw. GPUDM und Regierungschef von Gambela.

## Belege
1. 1 2   GPUDM vows to ensure public benefit from fruits of dev't (Memento vom 1. Februar 2014 im Internet Archive), in: Gambella Star News, 3. Mai 2010, abgerufen am 9. April 2024.
2. ↑  Nationale Wahlbehörde: Parteiensymbole und -logos, englische Version. Abgerufen am 9. Mai 2010.
3. ↑  Nationale Wahlbehörde Äthiopiens: Parteiensymbole und -logos, amharische Version. Abgerufen am 9. Mai 2010.
4. 1 2 3 4  Human Rights Watch: Targeting the Anuak: Human Rights Violations and Crimes against Humanity in Ethiopia’s Gambella Region (Memento des Originals vom 3. April 2009 im Internet Archive)  Info: Der Archivlink wurde automatisch eingesetzt und noch nicht geprüft. Bitte prüfe Original- und Archivlink gemäß Anleitung und entferne dann diesen Hinweis.
5. 1 2 3  John Young: Along Ethiopia's Western Frontier: Gambella and Benishangul in Transition, in: The Journal of Modern African Studies, Vol. 37/2, Juni 1999, S. 321–346
6. ↑  Medhane Tadesse: Gambella: The impact of local conflict on regional security, Institute for Security Studies, Tshwane (Pretoria) (S. 9–19)
7. ↑  Chan Gatkuoth: Gambella Conflicts: The Role of the Government in Preventing and Resolving Conflicts, in: Wolbert C. G. Smidt: Discussing conflict in Ethiopia. Conflict Management and Resolution: Proceedings of the Conference "Ethiopian and German Contributions to Conflict Management and Resolution", Addis Ababa, 11 to 12 November 2005, Afrikanische Studien 32, 2007, ISBN 9783825897956 (S. 164)
8. ↑  Official election results for the House of Peoples’ Representatives (Memento vom 11. April 2007 im Internet Archive) (PDF), electionsethiopia.org.
9. ↑  Nationales Wahldirektorium: Winner Parties of State Councils (Memento vom 6. Juli 2007 im Internet Archive).
10. ↑  Offizielle englischsprachige Webseite des äthiopischen Parlaments (Memento vom 26. September 2007 im Internet Archive)